# Касерос
Касерос (ісп. Caseros) — місто в провінції Буенос-Айрес, Аргентина. Адміністративний центр округу Трес-де-Фебреро, що є частиною агломерації Великого Буенос-Айреса.
В 1852 році територія сучасного міста стала полем відомої в Аргентинській історії битви під Касеросом.

## Українські сліди
У 1952 р. емігрант з Києва — архітектор Микола Шехонін з сином Сергієм за власним проектом збудував собі в Касерос — тодішньому передмісті Буенос-Айреса невеликий дачний будиночок.